# 阿爾韋羅河
8°26′N 33°24′E / 8.433°N 33.400°E
阿爾韋羅河是埃塞俄比亞的河流，位於該國西部，處於甘貝拉州，流經甘貝拉國家公園，最終注入巴羅河。該河流經有潛力開發灌溉的土地。